# Musical Demonstrations Pt.1
Musical Demonstrations Pt.1 è l'EP di debutto di David Hodges, pubblicato nel 2000.

## L'album
L'EP è prodotto da Ben Moody, chitarrista e fondatore degli Evanescence (band nella quale allora militava lo stesso Hodges), nonché amico di David.
L'EP contiene quattro tracce, i cui testi contengono riferimenti cristiani.
Vennero registrate undici tracce in previsione della pubblicazione come full-length, ma sette di queste vennero scartate poco prima della pubblicazione, così Musical Demonstrations Pt.1 divenne un EP.

## Tracce
Testi di David Hodges, tranne dove indicato. Musiche di David Hodges.
1. He Is Running to Me (Hodges, Josh Hartzler, Jeremy Upchurch) – 3:39
2. Thursday (Hodges, Hartzler, Upchurch) – 4:42
3. Fly (Hodges, Hartzler, Upchurch) – 3:48
4. Crowd of Me (Hodges, Hartzler, Upchurch) – 5:16

### Outtakes
1. Lost in December – 5:24
2. Need Me Now (Hodges, Hartzler, Upchurch) – 5:32
3. I'm So Sorry (Hodges, Hartzler, Upchurch) – 3:15
4. Fall Into You – 5:13
5. He Loved Me to Death – 3:45
6. Collector of Your Tears – 3:37
7. Make This Church Your Home (Hodges, Hartzler, Upchurch) – 3:20

## Formazione
- David Hodges – voce, pianoforte, chitarra acustica ritmica
- Hannah Hodges – cori; seconda voce in Thursday e Lost in December
- Ben Moody – chitarre elettriche ed acustiche soliste, programmazione
- Kendall Combes – chitarre elettriche ed acustiche ritmiche
- Penny Hodges – flauto traverso
- Brad Riggins – tastiere, cori
- Casey Gerber – basso
- Neal Watson – batteria, percussioni, cori

### Altri musicisti
- Julie Riggins – cori
- Stuart Springer – chitarra acustica addizionale
- Amy Lee – seconda voce in Fall Into You